# Chloromma mimica
Chloromma mimica là một loài bướm đêm trong họ Geometridae.